# Eisenbahnunfall von Kesamudram
Der Eisenbahnunfall von Kesamudram war eine Brandkatastrophe im Port Gautami Express der Indian Railways am 1. August 2008. 31 Menschen starben.

## Ausgangslage
Der Port Gautami Express (Zugnummer 2738) war von Secunderabad nach Kakinada unterwegs. Der Zug war stark besetzt, viele Türen mit Gepäck verstellt. Im Schlafwagen S-10 des Zuges hatte ein Reisender leicht entflammbares Material im Gepäck.

## Unfallhergang
Als sich der Zug zwischen den Bahnhöfen Kesamudram und Tadla Pusapalli im Bundesstaat Telangana befand, entzündete sich das leicht entflammbare Material. Das Feuer griff auf die benachbarten Wagen S-9 und S-11 bis S-13 über.

## Folgen
31 Menschen starben, 11 wurden darüber hinaus verletzt. Die Wagen S-9 bis S-12 brannten vollständig aus, Wagen S-13 wurde beschädigt. Viele der Toten waren weitgehend verbrannt, so dass sie nur über DNA-Tests identifiziert werden konnten.